# Portugiesische Kronjuwelen

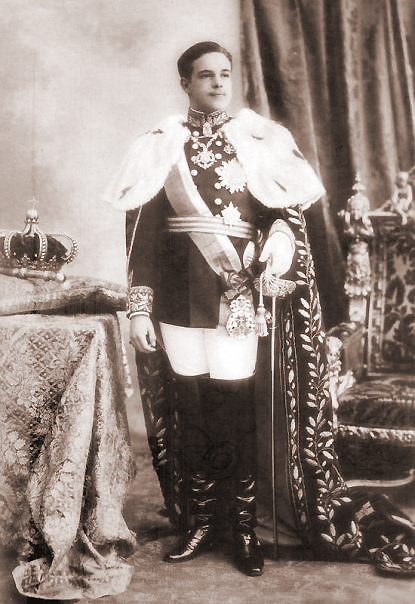
König Manuel II., den Mantel von Ludwig I. tragend, mit der Krone von Johan VI.

Die Portugiesischen Kronjuwelen umfassten auch die Regalien des Königreichs Portugal. Der größte Teil der Portugiesischen Kronjuwelen ging verloren. Die gegenwärtig im Palácio Nacional da Ajuda in Lissabon befindlichen Gegenstände stammen aus der Regierungszeit der Könige Johann VI. und Ludwig I.

## Geschichte

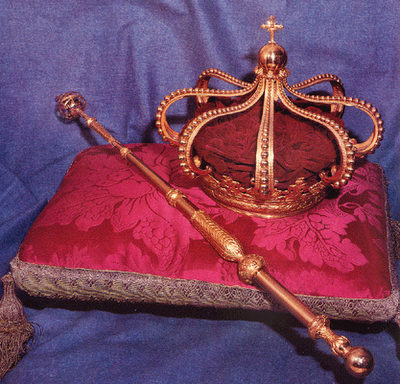
Die Coroa de Portugal mit dem Szepter Armillar, im Palácio Nacional da Ajuda.

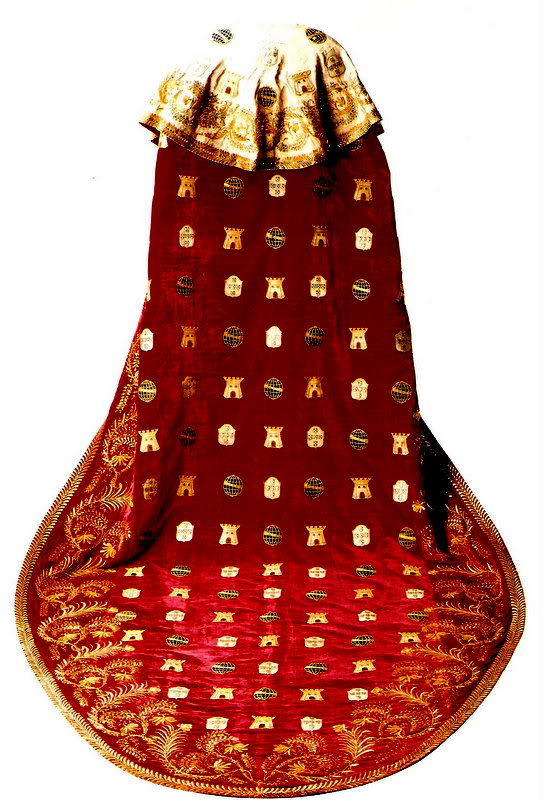
Der Mantel von Johann VI.

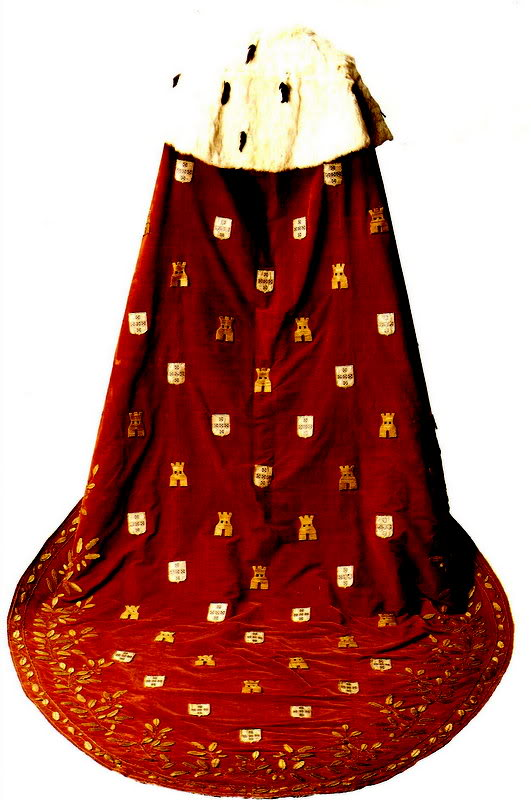
Der Mantel von Ludwig I.

Bereits in der Regierungszeit des portugiesischen Königs Manuel I. (1495–1521) besaß das portugiesische Königshaus eine Sammlung von Kronjuwelen. Im Jahre 1581 floh António von Crato nach Frankreich, als Philipp II.  König wurde, und nahm Teile der Portugiesischen Kronjuwelen mit. In Paris veräußerte er Teile der Kronjuwelen an Caterina de’ Medici, um Unterstützung für die Erlangung des Portugiesischen Thrones zu bekommen und Philipp zu stürzen. António von Crato scheiterte in mehreren Versuchen, den Königsthron in Portugal zu erreichen, und verarmte. In dieser Lage veräußerte der die meisten Juwelen und Diamanten der Kronjuwelen. Unter den Diamanten, die er veräußerte, befand sich auch der Diamant Sancy, den er an den Diplomaten Nicolas de Harlay de Sancy verkaufte.
Weitere Bestandteile der Kronjuwelen gingen im Restaurationskrieg verloren. Johann IV. verkaufte Teile der Portugiesischen Kronjuwelen, um den Krieg gegen Spanien zu finanzieren. Nach der Thronbesteigung von Johann IV. und der Vertreibung der spanischen Könige vom portugiesischen Thron erfolgten die Krönungszeremonien im Kloster Mosteiro dos Jerónimos in Lissabon. Im Erdbeben von Lissabon 1755 wurde der Ribeira-Palast, in dem die Kronjuwelen zu jener Zeit aufbewahrt wurden, zerstört und weitere Gegenstände gingen verloren, wurden gestohlen oder zerstört.
König Johann VI., der 1807 vor den Truppen Napoleon Bonapartes mit seiner Familie geflohen war, ließ während seines Aufenthaltes in Rio de Janeiro, Brasilien neue Portugiesische Kronjuwelen anfertigen. Diese Sammlung wurde von dem Juwelier António Gomes da Silva gefertigt; zu diesen Gegenständen gehörte eine neue Krone, die Coroa de Portugal, ein neues Zepter sowie weitere Schmuckstücke. Diese Gegenstände sind Hauptbestandteile der heutigen in Lissabon befindlichen Kronjuwelen.
Als Maria Pia von Savoyen 1862 Königin von Portugal wurde, ließ ihr Ehemann Ludwig I. weitere Schmuckstücke anfertigen, wozu auch eine Krönungsrobe gehörte.
Im Oktober 1910 wurde die Portugiesische Monarchie durch eine Revolution gestürzt, Maria Pia von Savoyen und ihre Schwiegertochter Amélie d’Orléans nahmen einen Teil der Kronjuwelen mit in ihr Exil.
Weitere Schmuckstücke der Portugiesischen Kronjuwelen wurden 2002 bei einer Ausstellung im Museon in Den Haag gestohlen, wo diese für eine Ausstellung über Europäische Kronjuwelen ausgeliehen waren. Die Niederländische Regierung zahlte für diesen Verlust der Portugiesischen Regierung sechs Millionen Euro als Entschädigung.

## Galerie (Auswahl)

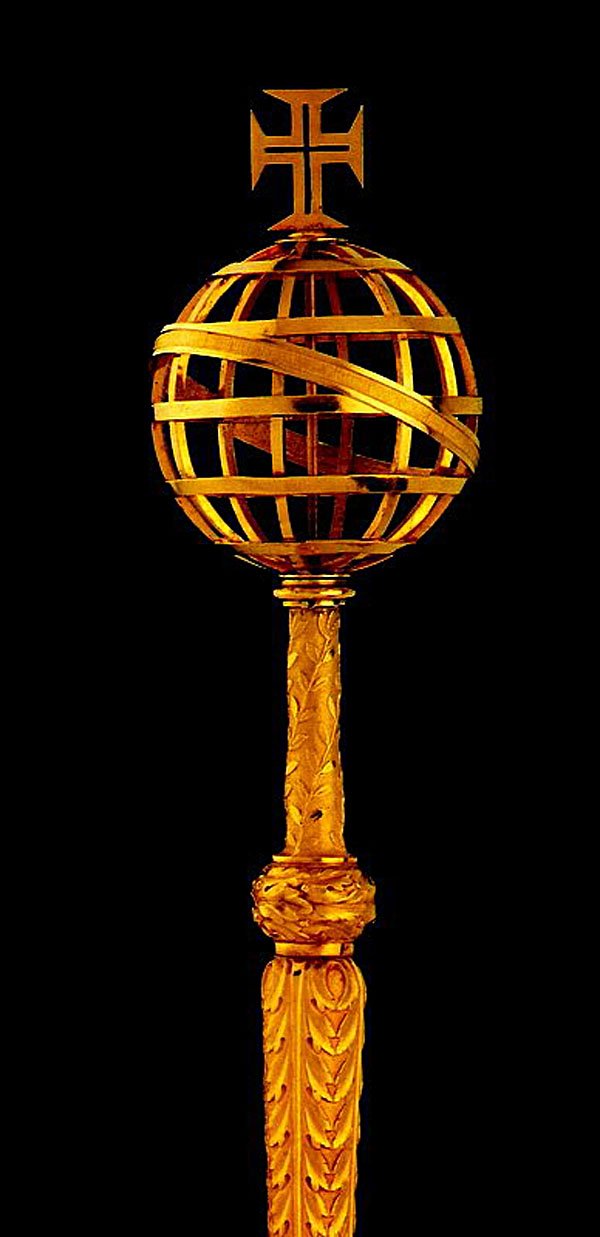
Das Zepter Armillar
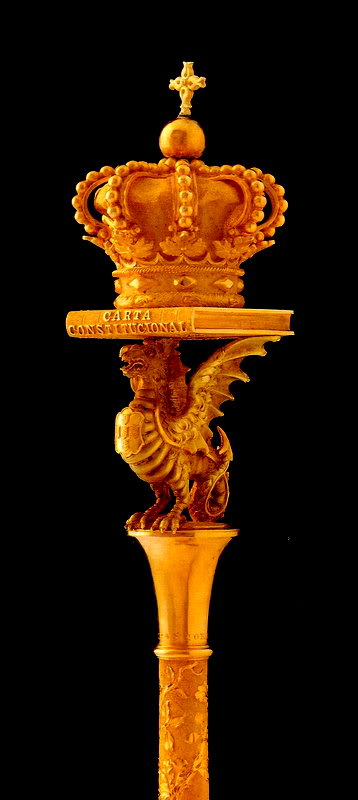
Das Zepter des Drachen
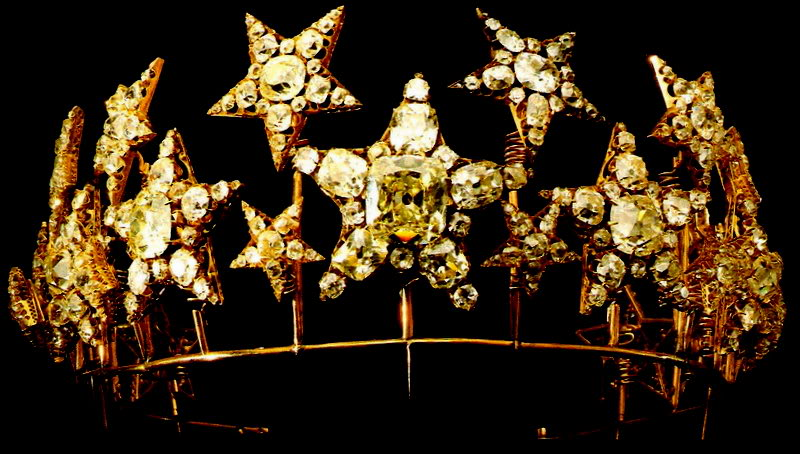
Das Diadem der Sterne
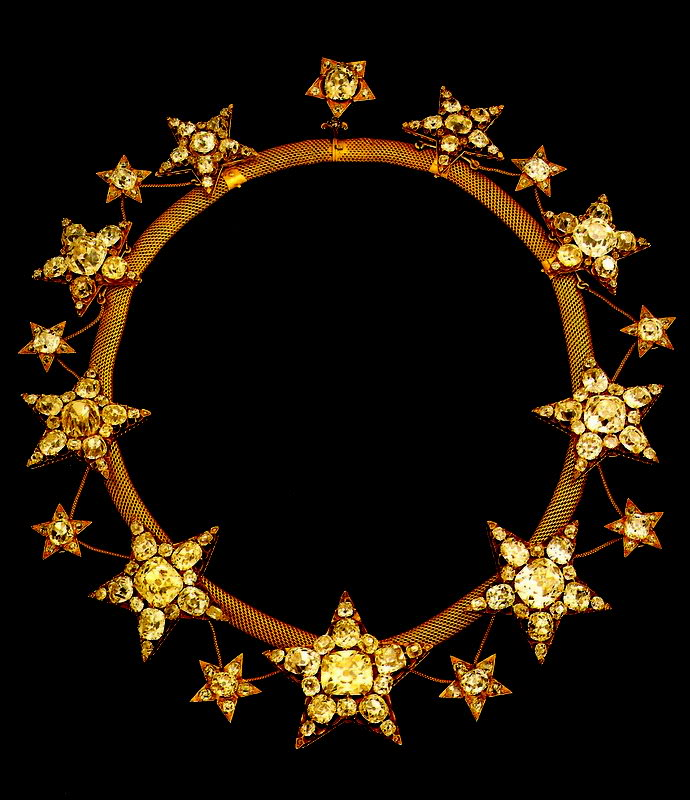
Das Halsband der Sterne